# Amarjit Singh
Tutt Amarjit Singh (ur. 29 sierpnia 1970) – brytyjski zapaśnik walczący w stylu wolnym. Olimpijczyk z Atlanty 1996, gdzie zajął trzynaste miejsce w kategorii 130 kg.
Jedenasty na mistrzostwach świata w 1995. Ósmy na mistrzostwach Europy w 1994. Brązowy medalista Igrzysk Wspólnoty Narodów w 1994 roku, gdzie reprezentował Anglię.
Jedenastokrotny mistrz kraju w latach 1989 (90 kg), 1991-1999 i 2001 (+120 kg).
- Turniej w Atlancie 1996

Pokonał Neala Kranza z Guam a przegrał z Ebrahimem Mehrabanem z Iranu i Merabem Walijewem z Ukrainy.